# Беки (Савона)
Беки је насеље у Италији у округу Савона, региону Лигурија.
Према процени из 2011. у насељу је живело 37 становника. Насеље се налази на надморској висини од 59 м.